# Чаплищі
Ча́плищі —  село в Україні, у Новослобідській сільській громаді Конотопського району Сумської області. Населення становить 210 осіб. До 2017 орган місцевого самоврядування — Червоноозерська сільська рада.

## Географія
Село Чаплищі знаходиться на правому березі річки Сейм, вище за течією на відстані 3 км розташоване село Козлівка, нижче за течією на відстані 5 км розташоване село Пересипки, на протилежному березі - село Клепали. Річка в цьому місці звивиста, утворює лимани, стариці (Бурівня, Горн) і заболочені озера.

## Історія
12 червня 2020 року, відповідно до розпорядження Кабінету Міністрів України № 723-р «Про визначення адміністративних центрів та затвердження територій територіальних громад Сумської області», село увійшло до складу Новослобідської сільської громади.
19 липня 2020 року, в результаті адміністративно-територіальної реформи та ліквідації Путивльського району, увійшло до складу новоутвореного Конотопського району.

### Російське вторгнення в Україну (з 2022)
27 березня 2022 року близько 17:15 військовослужбовець РФ умисно здійснив наїзд на пішоходів із села Чаплищі на Путивльщині, які йшли пішки в попутному напрямку за межами села Чумакове Конотопського району. У результаті 33-річний чоловік загинув, мати та 15-річний син Іван отримали травми. Унаслідок травм підлітку довелося частково ампутували ногу, повідомила речниця прокуратури Наталя Науменко. За спогадами Івана Чабана він не встиг повернути голову у бік траси, було темно, він упав, бо знав, що їде танк, і думав, що вже все. Його маму перекинуло через відбійник, а хлопця якось підкинуло і правою ногою, вдарило об відбійник. Як виявилося росіяни щось тягли за танком, у них зірвалось і зачепило родину.
Досудове розслідування проводиться за фактом порушення законів та звичаїв війни (ч. 2 ст. 438 КК України). Дана стаття передбачає покарання з позбавленням волі на строк від 10 до 15 років або довічним позбавленням волі.